# Paul Henry Nitze
Paul Henry Nitze (Amherst, 16 gennaio 1907 – Washington, 19 ottobre 2004) è stato un politico statunitense.

## Biografia
Fu il decimo segretario della marina statunitense (United States Department of Defense) sotto il presidente degli Stati Uniti d'America Lyndon B. Johnson.
Ha frequentato la Hotchkiss School e successivamente l'università di Harvard. Lavorò presso la banca d'affari Dillon, Read & Co. per poi fondare nel 1938 la PH Nitze & Co.
Nel 1932 ha sposato Phyllis Pratt, la figlia di due esponenti di rilievo dell'epoca: John Teele Pratt e Ruth Baker Pratt, la coppia ebbe 4 figli: Peter, William, Phyllis Anina (Nina) e Heidi. La donna morì nel 1987, in seguito ebbe seconde nozze con Elisabeth Scott Porter, tale matrimonio durò sino alla sua morte. La sua carriera di segretario fu compresa fra due segretari temporanei: prima di lui ricoprì la carica momentaneamente Paul Burgess Fay e dopo la sua morte Charles F. Baird sino all'inizio del mandato di Paul Robert Ignatius.